# David Julyan

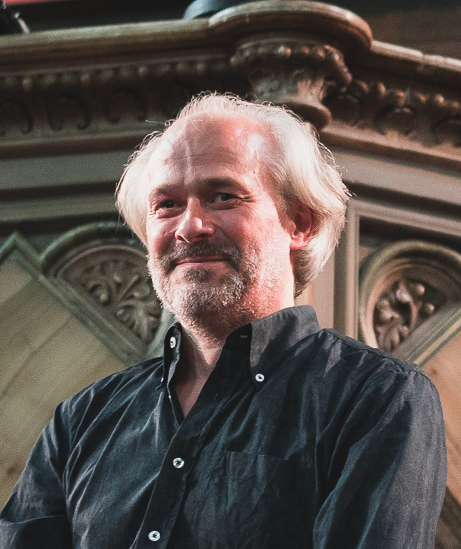
David Julyan

David Julyan (* 1967 in Cheltenham) ist ein britischer Filmkomponist. Das Werk Following aus dem Jahr 1998 ist seine erste Zusammenarbeit mit dem Regisseur Christopher Nolan. Das Filmbudget für Following war so gering, dass Julyan keine Gage für seine Arbeit erhielt. Als Kosten für die Filmmusik standen lediglich 8 US-Dollar zur Verfügung. Es folgten weitere Zusammenarbeiten mit Nolan in Memento, Insomnia – Schlaflos und Prestige – Die Meister der Magie.

## Filmografie
- 1997: Doodlebug (Kurzfilm)
- 1998: Following
- 2000: Memento
- 2002: Happy Here And Now
- 2002: Insomnia – Schlaflos (Insomnia)
- 2004: Inside I’m Dancing
- 2004: Spivs
- 2005: The Descent – Abgrund des Grauens (The Descent)
- 2005: Dungeons & Dragons – Die Macht der Elemente (Dungeons & Dragons: Wrath of the Dragon God)
- 2006: The Last Mission – Das Himmelfahrtskommando (The Last Drop)
- 2006: Prestige – Die Meister der Magie (The Prestige)
- 2007: WΔZ – Welche Qualen erträgst du? (WΔZ)
- 2008: Eden Lake
- 2009: The Descent 2 – Die Jagd geht weiter (The Descent – Part 2)
- 2012: The Cabin in the Woods
- 2015: Hidden – Die Angst holt dich ein (Hidden)